# Vanderwulpia atrophopodoides
Vanderwulpia atrophopodoides là một loài ruồi trong họ Tachinidae.